# Автошлях Т 1203
Автошля́х Т 1203 — автомобільний шлях територіального значення в Кіровоградській області. Проходить територією Олександрійського району через Павлиш — Онуфріївку — Млинок — Дачу. Загальна довжина — 31,6 км.

## Маршрут
Автошлях проходить через такі населені пункти:
| Автошлях Т 1203        |         |
| Кіровоградська область |         |
| Онуфріївський район    |         |
| Павлиш                 | E584М22 |
| Онуфріївка             |         |
| Любівка                |         |
| Попівка                |         |
| Солдатське             |         |
| Костянтинівка          |         |
| Морозівка              |         |
| Млинок                 |         |
| Дача                   | Н08     |